# Fayetteville, Texas
Fayetteville là một thành phố thuộc quận Fayette, tiểu bang Texas, Hoa Kỳ. Năm 2010, dân số của xã này là 258 người.

## Dân số
- Dân số năm 2000: 261 người.
- Dân số năm 2010: 258 người.